# Alnässjön
Alnässjön är en sjö i Munkedals kommun och Tanums kommun i Bohuslän och ingår i Enningdalsälvens huvudavrinningsområde. Sjön är 11,5 meter djup, har en yta på 0,426 kvadratkilometer och är belägen 78,4 meter över havet. Sjön avvattnas av vattendraget Långevallsbäcken.

## Delavrinningsområde
Alnässjön ingår i det delavrinningsområde (650519-125127) som SMHI kallar för Mynnar i Rambergsån. Medelhöjden är 91 meter över havet och ytan är 15,68 kvadratkilometer. Det finns inga avrinningsområden uppströms utan avrinningsområdet är högsta punkten. Långevallsbäcken som avvattnar avrinningsområdet har biflödesordning 3, vilket innebär att vattnet flödar genom totalt 3 vattendrag innan det når havet efter 47 kilometer. Avrinningsområdet består mestadels av skog (47 procent), öppen mark (21 procent) och jordbruk (23 procent). Avrinningsområdet har 0,6 kvadratkilometer vattenytor vilket ger det en sjöprocent på 3,8 procent. Bebyggelsen i området täcker en yta av 0,63 kvadratkilometer eller 4 procent av avrinningsområdet.